# 三橋萬利
三橋 萬利（1928年 - 2004年5月）は、日本のキリスト教伝道師、札幌キリスト福音館牧師。

## 生涯
青森県に生まれる。3歳のとき、小児麻痺のため、両足と右手の機能を失う。21歳でイエスのみ言葉を聞く。幸子夫人と出会い、共に宣教し、聖書学校に通い恵まれる。結婚後、1965年から夫婦での開拓伝道。萬利がリヤカーに乗り、幸子がそのリヤカーに自転車をくくって伝道した。萬利は札幌福音館牧師をしながら、幸子に背負われて、国内、国外で幅広い伝道活動を行った。50年間牧師として夫婦で共に歩む。

## 逸話・人物
- 「生まれて初めて手にした聖書。読んでみても内容についてはさっぱり分りません。けれども、何か重々しいものを感じました。これは普通の本とは違うという印象を受けながら読んでいくうちに、あるときから特に「神」という言葉に注目するようになりました。今までの日本人の持つ神観とは異なるものでした。（...中略...）引力の法則を発見したあの有名なニュートンは、『私にとっては、引力の法則を発見したことより、神の存在を知ったことの方が、より偉大な発見であった』と言ったそうです。私にとっても、唯一の創造主を知ったことは、彼の感激に勝るとも劣らないほどすばらしいものでした。」―友人より聖書を読み、「喜びの訪れ」という項目から。

- ”優しい夫、尊敬する父”として生涯を送る。しかし萬利は、「私は自分の世話も満足にできないんです。教会のお世話などできません。全部イエス様のおかげです。」と述べたという。

- 結婚後50年近く一緒に歩み、萬利を幸子がいつも背負う。トイレに行くときも、お風呂に行くときも50年近く一緒。海外だけでも夫婦共に36か国で伝道した。

- ラブリー・チャペル元牧師の八巻正治は自著『聖書とハンディキャップ[1]』の中で「数年前にわたしたちの教会[2]がこの地にお招きした『札幌キリスト福音館』の三橋萬利牧師先生の幸子夫人が、わずか一九歳で身体的に重いハンディキャップを有しておられる先生との結婚に導かれたのも、この聖書の御言葉に忠実に従った結果でした。そして先生を背負われて伝道に励まれた結果、今日では北海道を代表するような素晴らしい主の教会を形成することができたのでした。さらに幸子夫人もまた、マリヤと同じ祝福を神様から受けられたのでした。ハレルヤ」と述べている（『同署』pp.177）